# Sojus TMA-10M
Sojus TMA-10M ist eine Missionsbezeichnung für den Flug des russischen Raumschiffs Sojus zur Internationalen Raumstation. Im Rahmen des ISS-Programms trägt der Flug die Bezeichnung ISS AF-36S. Es war der 36. Besuch eines Sojus-Raumschiffs an der ISS und der 142. Flug im Sojusprogramm.

## Besatzung

### Hauptbesatzung
- Oleg Walerjewitsch Kotow (3. Raumflug), Kommandant, (Russland/Roskosmos)
- Sergei Nikolajewitsch Rjasanski (1. Raumflug), Bordingenieur, (Russland/Roskosmos)
- Michael Scott Hopkins (1. Raumflug), Bordingenieur, (USA/NASA)

### Ersatzmannschaft
- Alexander Alexandrowitsch Skworzow (2. Raumflug), Kommandant, (Russland/Roskosmos)
- Oleg Germanowitsch Artemjew (1. Raumflug), Bordingenieur, (Russland/Roskosmos)
- Steven Ray Swanson (3. Raumflug), Bordingenieur, (USA/NASA)

## Missionsbeschreibung
Die Mission brachte drei Besatzungsmitglieder der ISS-Expeditionen 37 und 38 zur Internationalen Raumstation. Das Sojus-Raumschiff landete am 11. März 2014 wieder in Kasachstan.